# Duc à crinière
Jubula lettii
Cet article concerne le genre d’oiseaux Jubula Bates, 1929. Pour le genre de plantes Jubula Dumort., 1822, voir Jubula (plante).
Genre
Espèce
Statut de conservation UICN

 DD  : Données insuffisantes
Statut CITES
Le Duc à crinière (Jubula lettii) est une espèce de rapaces nocturnes de la famille des Strigidae. C'est la seule espèce du genre Jubula.

## Répartition
On le trouve au Cameroun, République centrafricaine, République du Congo, République démocratique du Congo, Côte d'Ivoire, Gabon, Ghana, Guinée équatoriale et Libéria.